# われらが痛みの鏡
『われらが痛みの鏡』（われらがいたみのかがみ、原題：仏:  Miroir de nos peines）は、フランスの作家ピエール・ルメートル（仏: Pierre Lemaitre）が2020年に発表した小説である。『天国でまた会おう』『炎の色』に続く、『災厄の子供たち』三部作の完結篇にあたる。

## 出版
2020年にアルバン・ミシェル出版から出版された
- Pierre Lemaitre (2020-01-02) (フランス語). Miroir de nos peines. Paris: Éditions Albin Michel. ISBN 978-2-226-39207-7. NCID BB29604271. OCLC 1140755738。

### 日本語版
日本語版は、2021年（令和3年）6月15日に早川書房より刊行された。訳は平岡敦による。前二作と異なり上製本（単行本）は刊行されず文庫本のみで二分冊となった。
文庫本
- ピエール・ルメートル 著、平岡敦 訳『われらが痛みの鏡 上』早川書房、東京〈ハヤカワ・ミステリ文庫 HM425-5〉、2021年6月15日。ISBN 978-4-15-181455-6。 NCID BC08154458。OCLC 1258554156。全国書誌番号:23547478。
- ピエール・ルメートル 著、平岡敦 訳『われらが痛みの鏡 下』早川書房、東京〈ハヤカワ・ミステリ文庫 HM425-6〉、2021年6月15日。ISBN 978-4-15-181456-3。 NCID BC08154469。OCLC 1257755076。全国書誌番号:23547482。

## 脚註

### 註釈
1. ↑  日本語版の刊記では、発行日を2021年（令和3年）6月15日としているが[4]、刊行日は2021年（令和3年）6月19日である[5]。